# Holger Fach
Holger Fach (ur. 6 września 1962 w Wuppertalu) – niemiecki piłkarz i trener piłkarski.

## Kariera piłkarska

### Klubowa
W latach 1981–1998 grał w sumie 416 razy w Bundeslidze, w klubach Fortuna Düsseldorf, Borussia Mönchengladbach, Bayer Uerdingen, Bayer 04 Leverkusen i TSV 1860 Monachium. Strzelił 67 goli. Grał również 27 drugoligowe mecze w Fortunie, gdzie strzelił cztery gole.

### Reprezentacja
W latach 1988 i 1989 grał pięć razy dla reprezentacji Niemiec, gdzie nie przegrał żadnego z meczów. Był cztery razy w pierwszym składzie i został zastąpiony tym czasie. Jego pierwszym międzynarodowym meczem rozegranym w dniu 31 sierpnia 1988 w wygranym 4:0 meczu z Finlandią. Około rok później, 6 września 1989 przeciwko Irlandii po raz ostatni rozegrał mecz w reprezentacji.

## Kariera trenerska
Po końcu jego kariery piłkarskiej, trenował początkowo amatorską Borussię, a następnie, po krótkim epizodzie w Rot-Weiss Essen, od 21 września 2003 był trenerem w profesjonalnej Borussii.
W dniu 5 czerwca 2005 został wybrany jako nowy trener VfL Wolfsburg, stanowisko objął oficjalnie w dniu 1 lipca 2005. W dniu 19 grudnia 2005 został zwolniony z funkcji przez menadżera Thomasa Strunza, z powodu „nie zadowalającej sytuacji sportowej”.
Objął funkcję trenera drugoligowego SC Paderborn w dniu 3 stycznia 2007. Tam został trenerem przez kilka tygodni, do 8 lutego 2008, kiedy wraz z dyrektorem sportowym Michaelem odszedł.
FC Augsburg przyjęło go jako trenera 18 kwietnia 2008, jako następcę Ralfa Loosa, by uchronić klub od groźby spadku do 2 ligi. Zadebiutował tam w dniu 27 kwietnia w meczu przeciwko FC St Pauli. W marcu 2009 roku ogłoszono, że skończy on trenować klub w sezonie 2009/2009. Jednakże po pogorszeniu sytuacji sportowej w FC Augsburg, Holger Fach został zwolniony w dniu 13 kwietnia 2009.
21 stycznia 2010 podpisał kontrakt z pierwszoligowym kazachskim zespołem Łokomotiw Astana.
Jego klub stał się w listopadzie 2010 zwycięzcą Pucharu Kazachstanu, po zwycięstwie w finale sezonu z Szachtior Karaganda 1:0.

## Sukcesy
Na Letnich Igrzyskach w Seulu w 1988, zdobył w reprezentacji RFN brązowy medal, a siedem lat później triumfował z Borussia Mönchengladbach w DFB Cup. W dniu 15 listopada 2010 trenowana przez niego drużyna zdobyła Puchar Kazachstanu.